# ابیها حیدر
ابیها حیدر (انگلیسی: Abiha Haider؛ زادهٔ ۲۳ فوریهٔ ۱۹۹۶) بازیکن فوتبال اهل پاکستان است.
وی همچنین در تیم ملی فوتبال زنان پاکستان بازی کرده‌است.